# 911 (ТВ серија)
911 је америчка процесна телевизијска серија аутора Рајана Мерфија, Бреда Фелчака и Тима Мајнира за мрежу Fox. Серија прати животе лосанђелеских првоодговорних: полицајаца, медицинских лекара, ватрогасаца и диспечера.
Премијера серије је била 3. јануара 2018. године, серија 911 је урађена у заједничкој продукцији Reamworks, Ryan Murphy Television и 20th Century Fox Television и синдикована од стране 20th Television.
Fox је у мају 2019. наручио спин-оф серију под називом 911: Тексас, у којој главне улоге тумаче Роб Лоу и Лив Тајлер, чија је премијера била 19. јануара 2020. године.
У Србији се емитује од 29. маја 2019. године на каналу Fox, титлована на српски језик. Титлове је радио студио Mediatranslations.

## Епизоде
| Сезона | Сезона | Епизоде | Епизоде        | Оригинално емитовање | Оригинално емитовање | Ранк  | Гледаност (милиони) |
| Сезона | Сезона | Епизоде | Епизоде        | Премијера            | Финале               | Ранк  | Гледаност (милиони) |
| ------ | ------ | ------- | -------------- | -------------------- | -------------------- | ----- | ------------------- |
|        | 1.     | 10      | 10             | 3. јануар 2018.      | 21. март 2018.       | 21    | 10,74               |
|        | 2.     | 18      | 10             | 23. септембар 2018.  | 26. новембар 2018.   | 28    | 9,86                |
| 8      | 2.     | 18      | 18. март 2019. | 13. мај 2019.        |                      | 28    | 9,86                |
|        | 3.     | 18      | 10             | 23. септембар 2019.  | 2. децембар 2019.    | н. п. | н. п.               |
| 8      | 3.     | 18      | 16. март 2020. | 11. мај 2020.        | н. п.                | н. п. |                     |